# Sławomir Zamuszko
Sławomir Zamuszko (* 30. Dezember 1973 in Łódź) ist ein polnischer Bratschist, Komponist und Musikpädagoge.
Zamuszko studierte an der Musikakademie Łódź von 1992 bis 1997 Bratsche bei Zbigniew Friedman und von 1994 bis 1999 Komposition bei Jerzy Bauer. Von 2000 bis 2002 absolvierte er an der Fryderyk-Chopin-Universität für Musik in Warschau ein Aufbaustudium im Fach Komposition bei Marian Borkowski. Als Teilnehmer des 8. Young Composers Meeting in Apeldoorn 2002 besuchte er Kurse von Louis Andriessen, Hanna Kulenta, Martijn Padding und Andrew Toove.
Hieran schloss sich 2003–2004 ein Studium am Institut für Angewandte Informatik der Technischen Universität Łódź. Von 2007 bis 2010 nahm er am Programm zur Betreuung junger Komponisten des Europäischen Musikzentrums Krzysztof Penderecki (Europejskie Centrum Muzyki Krzysztofa Pendereckiego) teil. 2015 erwarb er den Doktorgrad im Bereich Komposition und Musiktheorie. Er unterrichtet an einigen Musikschulen und ist Professor für Komposition an der Musikakademie Danzig.
Seine Kompositionen wurden u. a. bei den Festivals Laboratorium Muzyki Współczesnej, Musica Polonica Nova und Sacrum – Non Profanum sowie bei Begleitkonzerten des Warschauer Herbstes aufgeführt. Zweimal (2000 und 2003) war er Preisträger beim Internationalen Kompositionswettbewerb Das neue sorbische Lied in Cottbus. 2010 erschien das Album Sławomir Zamuszko – Works for Orchestra. Von 1993 bis 2003 arbeitete er mit dem Studiotheater Słup in Łódź zusammen und schuf so einen musikalischen Rahmen für Marcel Szytenchelms Performances und Happenings. Für die Stiftung Festina Lente komponierte er die Musik zu zahlreichen Hörbüchern für Kinder.

## Werke
- Suita für Bratsche solo (1994–1995)
- Sonatina für Perkussionsquartett (1995)
- Ostinati (Version 1) für Bratsche und Klavier (1995)
- ...dla dzieci, Miniaturzyklus für Klavier (1995)
- Wariacje na temat Niccolo Paganiniego für Marimba (1995–1996)
- 46 – Tema con Variazioni für Holzbläserquartett (1996)
- Kontrowersje, Instrumentaltheater für zwei Flöten (1996)
- Kranzhorn, Impression für Oboe und Cello (1996)
- Portal 1 für Horn und Klavier (1996)
- Babel FM für Tonband (1997)
- Koncert (Version 1) für Klarinette und Streichorchester (1997–1998)
- Kaja moknie für Solo-Kinderstimme oder einstimmigen Kinderchor und Klavier (1998)
- Koncert (Version 2) für Klarinette und Klavier (1998)
- 321 für Bläsertrio (1998)
- Portal 2 für Bratsche, Cello und Sinfonieorchester (1998–1999)
- Preludia für Klavier (1999–2000)
- Nokturn für Klavier (2000)
- Wšuźi stworby für Mezzosopran, Geige und Klavier (2000)
- Requiem für Alt solo und Streichquartett (2000)
- Re-perkusje für zwei Posaunen und zwei Perkussionsgruppen (2000–2001)
- Przenikania für Streichorchester (2000–2001)
- Lingwariacje na temat Johna Cage’a für Sprechstimme solo (2001)
- Preludia für Orgel (2001)
- Psalm XV für lyrischen Sopran und Kammerorchester (2001–2002)
- Możliwości für Gitarre (2002)
- Portal 3 (Version 1) für Kammerorchester und Bratsche (2002)
- Zachadnosć für gemischten Chor und Kammerorchester (2003)
- Ampliviola 2 für Tonband (2003)
- Solo for Five, Szenarium für fünf Perkussionisten (2003)
- Europejczyk w Meksyku für Flöte und Streichquartett (2004)
- Six Persons für Cello und Klavier (2004)
- Events für kleines Orchester (2005)
- Cantata seriosa nach Motiven protestantischer Choräle auf Texte von Johann Heermann für Sopran, gemischten Chor und Klavier oder Cembalo (2005)
- Cantata serena nach Motiven protestantischer Choräle auf Texte von Johann Heermann für Sopran, gemischten Chor und Klavier oder Orgel (2005)
- Sanctus – Hosanna – Benedictus für zwölfstimmigen gemischten Chor (2005)
- Jingiel Akademii Muzycznej im. Bacewiczów w Łodzi für Streichquartett und Perkussion (2006)
- Portal 3 (Version 2) für Bratsche und Klavier (2006)
- Divertimento in memoriam W.A.M. für Streichorchester (2006)
- Nasha Shkhapa (Version 1), Liedzyklus nach Texten von Ogden Nash und Hilaire Belloc für Mezzosopran und Klavier (2007)
- 89 Degrees North für Sinfonieorchester (2007–2008)
- ...set ...rise für Cello für die rechte Hand und kleines Orchester (2007–2009)
- Pięć melodii bułgarskich für Sinfonieorchester (2008)
- Nasha Shkhapa (Version 2), Liedzyklus nach Texten von Ogden Nash und Hilaire Belloc für Mezzosopran und Orchester (2009)
- Europejczyk w Meksyku (Version 2) für Klarinette und Streichquartett (2009)
- Europejczyk w Meksyku (Version 3) für Flöte und Streichorchester (2009)
- Koncert für Bratsche und Sinfonieorchester (2009)
- Pia-No Konzert für präpariertes Klavier, sieben Amateurdarsteller und Sinfonieorchester (2010)
- Kwiaty polskie nach Texten von Julian Tuwim für Sprecher und Sinfonieorchester (2010)
- Koncert śląski für 23 Streichinstrumente (2013)
- Z opowiadań definitywnych do tekstu d_terminusa für drei Flöten, Bratsche und Tonband (2013)
- Hearmonics für Klavier oder Tonband (2015)

## Weblink
- Website von Sławomir Zamuszko